# 逃出天堂島
是一部2019年西班牙奇幻劇情片，由艾莉絲·瓦德金頓執導，布萊恩·德萊烏（Brian DeLeeuw）和納丘·維格倫多根據瓦德金頓發想的故事來共同撰寫劇本，這同時也是瓦德金頓執導的首部長片。其主演包括艾瑪·羅勃茲、丹妮爾·麥唐諾、奧卡菲娜、傑瑞米·爾文、阿爾諾·法盧瓦、艾莎·岡薩雷與蜜拉·喬娃維琪。故事描述一所神秘的寄宿學校能完美地改變任性的女孩，但其背後卻有著不為人知的險惡事物。
該片於2019年1月26日在日舞影展上舉行全球首映，後由山繆高德溫影業定於2019年10月25日在美國上映。

## 劇情
烏瑪在一個名為天堂（Paradise）的島嶼上醒來，並被島上的一所寄宿學校收留。在公爵夫人的帶領下，島上的人們獲得了情感上的治療，但在這童話般的外表背後，學校還隱藏著威脅烏瑪和其他島民的險惡事物。

## 演員
- 艾瑪·羅勃茲 飾 烏瑪（Uma）
- 丹妮爾·麥唐諾（英语：Danielle Macdonald） 飾 克蘿伊（Chloe）
- 奧卡菲娜 飾 余（Yu）
- 艾莎·岡薩雷 飾 雅瑪娜（Amarna）
- 蜜拉·喬娃維琪 飾 公爵夫人（The Duchess）
- 傑瑞米·爾文 飾 馬可斯（Markus）
- 阿爾諾·法盧瓦（英语：Arnaud Valois） 飾 桑恩（Son）
- 丹尼爾·霍瓦斯（英语：Daniel Horvath (actor)） 飾 寵兒（Favorite I）

## 製作
2017年11月，艾瑪·羅勃茲和丹妮爾·麥唐諾將共同出演奇幻電影《逃出天堂島》，西班牙導演艾莉絲·瓦德金頓將擔任導演，以成為她執導的首部長片作，其劇本由布萊恩·德萊烏（Brian DeLeeuw）和納丘·維格倫多共同撰寫，阿德里安·格拉（Adrián Guerra）與紐莉亞·瓦爾斯（Núria Valls）將透過他們的來製作該片。2018年3月，艾莎·岡薩雷加入演出陣容。2018年4月，蜜拉·喬娃維琪、傑瑞米·爾文和奧卡菲娜都已確認簽約參演。主要拍攝於2018年4月開始進行。

## 發行
《逃出天堂島》最先於2019年1月26日在日舞影展上舉行全球首映。不久後，山繆高德溫影業獲得了該片的北美發行權。該片排定於2019年10月25日在美國上映，並於同年11月1日在VOD上發行。

## 外部連結
- 互联网电影数据库（IMDb）上《逃出天堂島》的资料（英文）